# Канак
Канак (на сръбски: Конак или Konak) е село в Сърбия, Автономна област Войводина, Среднобанатски окръг, община Сечан, разположено на няколко километра от сръбско-румънската граница. Според преброяването от 2011 г. населението му е 777 жители.

## Българи в Канак
Българите в Канак са част от банатските българи, преселени в селото през 1820 година от днешна Румъния, главно от Стар Бешенов (Дудещи веки). През 80-те години на 19 век една част от българските жители на Канак се завърнали в България и заедно с други банатски българи и се заселили в селата Асеново и Бърдарски геран.
Според статистиката от 1896 г. българите в Канак били 680 души. През 1910 година са записани 526 българи. Данни, предоставени през 1935 година на българския пълномощен министър в Белград Димо Казасов, посочват 180 български къщи или 700 българи в Канак. Берлинският вестник „Донауцайтунг“ от 8 октомври 1941 година, отбелязва, че българите в селото съставляват една трета от неговите жители. В български дипломатически сведения от 1942 година се говори за 587 българи в 117 къщи (от общо 2140 жители).
Според оценката на изследователя на бантските българи Карол Телбизов през 1939 година българите в Канак били „всичките имотни хора“. Те били „на едно стъпало по култура, работа и имане с тамошните шваби“. Най-заможната българска фамилия Мирчови (Саджекови) притежавала над 300 ланца (около 1740 дка) земя, а имало още 12 къщи с по над 100 ланца (около 580 дка) и нито едно домакинство без собствена земя.

## Личности
- Гаврил Софран – просветен деец на банатските българи